# Багратіоні-Грузинський Нугзар Петрович
Нугзар Петрович Багратіо́ні-Грузи́нський (груз. გიორგი ბაგრატიონი, 25 серпня 1950, Тбілісі — 1 березня 2025, Тбілісі) — грузинський князь з царської династії Багратіонів.

## Біографія
Народився 25 серпня 1950 року в Тбілісі, в сім'ї поета Петра Петровича Багратіоні-Грузинського (1920—1984) та його другої дружини Лії Дмитрівни Мгеладзе (нар. 1924). Є прапраправнуком останнього царя незалежного Картлі-Кахетинського царства Георгія XII за прямою чоловічою лінією, представником Багратіон-Грузинської гілки династії Багратіонів.

### Творча діяльність
Навчався у Тбіліському театральному університеті: у 1971 році закінчив акторський факультет, у 1976 році — режисерський факультет.
У 1975 і 1980—1984 роках працював телевізійним режисером.
У 1975—1980 і 1984—1991 роках — директор Театру кіноактора імені Михайла Туманішвілі.
У 1991—1994 роках — викладач Тбіліської державної академії мистецтв.
У 1996—1997 — головний режисер Тбіліського російського драматичного театру імені А. С. Грибоєдова.
У 1997—2025 — головний режисер Театру кіноактора.

### Аристократична діяльність
У 2006 році заявив претензію на верховенство в будинку Багратіонів як глава Багратіон-Грузинської гілки, що йде від останнього грузинського царя Георгія XII.
У 2009 році його дочка Анна вийшла заміж за Давида Багратіона-Мухранського, главу Багратіоні-Мухранських, іншої гілки, яка претендує на верховенство в будинку Багратіонів, оскільки є старшою гілкою цього будинку. У 2011 році у шлюбі народився син Георгій, у 2013 році подружжя розлучилося. Право опіки над Георгієм, спадкоємцем Багратіонів-Мухранських, зберегла Анна, спадкоємиця Багратіонів-Грузинських.
У 2019 році Багратіоні-Грузінський подав до суду на Багратіона-Мухранського з питання «самовічного використання царського грузинського прізвища».
Проживав у Тбілісі. Помер 1 березня 2025 року у віці 74 років. Похований 6 березня в усипальниці династії Багратіонів Светіцховелі.